# Mírová smlouva v Altranstädtu 1706
Mírová smlouva v Altranstädtu (švédsky Freden i Altranstädt, německy Altranstädter Friede), která byla podepsána 13.jul./ 24. září 1706greg., byla uzavřena mezi švédským králem Karlem XII. a saským kurfiřtem a králem Polska a Litvy Augustem Silným během velké severské války (1700–1721).

## Pozadí
Válka začala útokem saských vojsk Augusta II. Silného v únoru 1700 na pevnost Daugavgrīva a město Rigu v Livonsku a útokem dánských vojsk Frederika IV. v březnu 1700 na vévodství Holstein, které bylo od roku 1698 svázáno se Švédskem sňatkem vévody Fridricha IV. a Hedviky Sofie, dcery švédského krále Karla XI.
Švédská flotila vylodila poblíž dánské Kodaně vojsko. Dánský a norský král Frederik IV. musel uzavřít mír v mírové smlouvě v Traventhalu. Na jaře 1701 dorazila švédská vojska pomoci obležené Rize, následovalo vítězství nad saskou armádou. Do války vstoupil ruský car Petr I. a s armádou oblehl v Estonsku švédskou pevnost Narvu, bitva u Narvy skončila drtivou ruskou porážkou. Švédský král Karel XII. znovu vedl své vojsko proti Sasům a několikrát je porazil. August II. musel ustoupit do Toruně, kterou později Karel XII. dobyl. V té době byl na popud švédského krále svolán sněm do Varšavy, kde si dne 12. července 1704 polská šlechta zvolila nového polského krále Stanisława Leszczyńského. Poté Karel XII. odtáhl na Lvov, který dobyl. Mezitím k Varšavě přitáhl s vojskem August a obsadil ji. Nový polský král Stanisław Leszczyński musel utéci. August II. se však dlouho z úspěchu neradoval, protože se švédské vojsko vrátilo do Varšavy. Výsledná občanská válka v Polsku (1704–1706) nedopadla pro Augusta dobře. Jeho pokus znovu získat převahu v Polsku–Litvě byl zmařen Karlem XII. v bitvě u Grodna. Když v září 1706 zahájil Karel XII. útok na Sasko, byl August II. nucen žádat o mír.

## Smlouva
Smlouva byla podepsána 14. září 1706 (podle tehdy platného švédského kalendáře) na zámku Altranstädt v dnešním okrese Lipsko ve spolkové zemi Sasko. Švédsko pokračovalo v boji proti carskému Rusku.
August II. se musel vzdát polského trůnu, vydat Švédům livonského šlechtice Patkula, který byl krutým způsobem popraven a platit 500 000 tolarů měsíčně v hotovosti a 125 000 tolarů v naturáliích. Švédská okupace stála Sasko asi 23 milionů tolarů a trvala rok.
- Článek 1: Věčný mír a upřímné přátelství (mezi Karlem XII. Švédským, Stanislavem I. Polským a Friedrichem Augustem II. Saským).
- Článek 2: Všichni zúčastnění se zřekli nároků na náhradu škody: „Měly by být navždy zapomenuty všechny škody, které obě válečné strany v této válce utrpěly“
- Článek 3: Friedrich August Saský se vzdává polské koruny a předává Polsko a Litvu se všemi právy na Stanislava. Stanislav I. je uznán jako skutečný a legitimní král.
- Článek 4: Formality pro doručení osvědčení o abdikaci. Fridrich August se vzdává aktivit proti Stanislavovi.
- Článek 5: Protišvédských akcí se Fridrich August musí vzdát, zvláště těch s moskevským carem.
- Článek 6: Zrušení některých vyhlášek a stanov definovaných ve smlouvě.
- Článek 7: Polská koruna a odznaky, které jsou uloženy v Sasku, musí být předány Stanislavovi.
- Článek 8–12: Ustanovení o vězních, přeběhlících a zrádcích a ustanovení o vydání Johanna Reinholda von Patkul (vůdce protišvédské opozice livonské šlechty).
- Článek 13: Předpisy o normách, vlajkách, zbraních.
- Článek 14: Plukovník Görtz bude rehabilitován.
- Článek 15: Ustanovení o vydržování švédských vojsk umístěných v Sasku, zimovištích a stahování vojsk.
- Článek 16: Evakuace měst a pevností v Krakově a Tykocinu.
- Článek 17: Předpisy pro Lipsko a Wittenberg.
- Článek 18: Ukončení nepřátelských akcí v Sasku a ostatních zemích.
- Článek 19: Předpisy o náboženství a vyznání.
- Článek 20: Ustanovení o pomoci v případě útoku na Sasko.
- Článek 21: Prohlášení o zárukách míru a prohlášení dalších suverénů, jmenovitě císaře, Velké Británie, Nizozemska a dalších mocností.
- Článek 22: Ustanovení o předání listin a ratifikaci.

## Důsledky
Smlouva byla uzavřena tajně. Jako ručitelé podepsalo smlouvu diplomaté Pruska a námořních mocností (Velká Británie a Nizozemsko). Tímto prozatím skončil osobní svazek Sasko–Polsko–Litevský. Diplomat a politik Johann Patkul byl popraven. Když byla smlouva zveřejněna, byl car Petr I. Veliký zklamán, protože považoval Augusta nejen za spojence, ale také za blízkého přítele.
V polsko–litevském společenství tato smlouva zlepšila postavení Stanisława Leszczyńského. Následně získal podporu části nižší šlechty.
Za tři roky, Toruňskou smlouvou (1709) byl August Silný znovu korunován jako polský král a obnovil spojenectví s Ruskem, které bylo umožněno vítězstvím cara Petra Velikého nad Karlem XII. v bitvě u Poltavy v červnu 1709.
Dokud bylo švédské vojsko přítomno, Sasko bojovalo, ale poté, co Švédsko stáhlo všechny svoje oddíly z Pomoří, boje mezi Švédskem a Saskem se zastavily. Od začátku se Sasko snažilo získat území Livonska, ale to bylo mírovou smlouvou v Nystadu přiřčeno Rusku a tak už neměl August Silný důvod vést válku.
Válka skončila roku 1721 mírovou smlouvou v Nystadu, mír Saska se Švédskem byl potvrzen až deklarací v roce 1729. Jednání o smlouvě s polskou stranou se vedla až do roku 1732 (viz Deklarace Švédska a Polska roku 1732).

## Smlouvy a jednání v Altranstädtu
Z evropského pohledu úspěch tohoto altranstädtského míru 1706 spolu s altranstädtskou konvencí z roku 1707 spočíval v tom, že dvě soudobé války, válka o španělské dědictví a velká severní válka nesplynuly do jedné další, ale každá zůstala samostatná.

## Panovníci

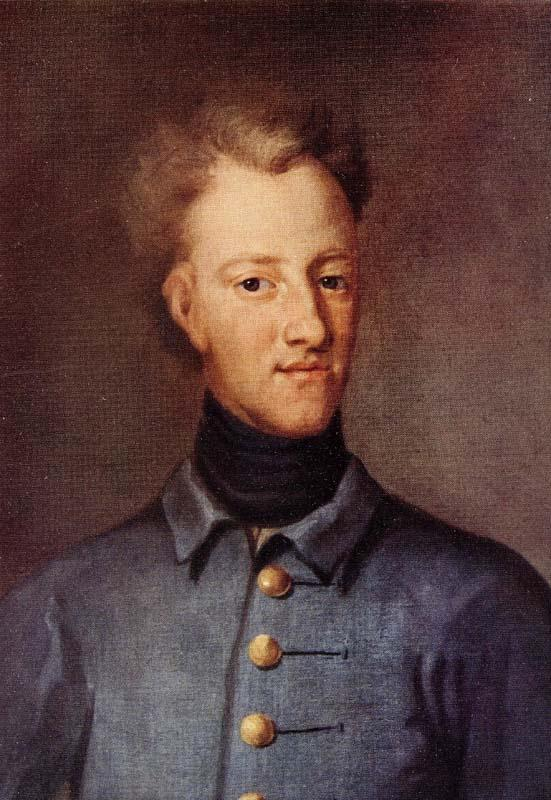
Karel XII.
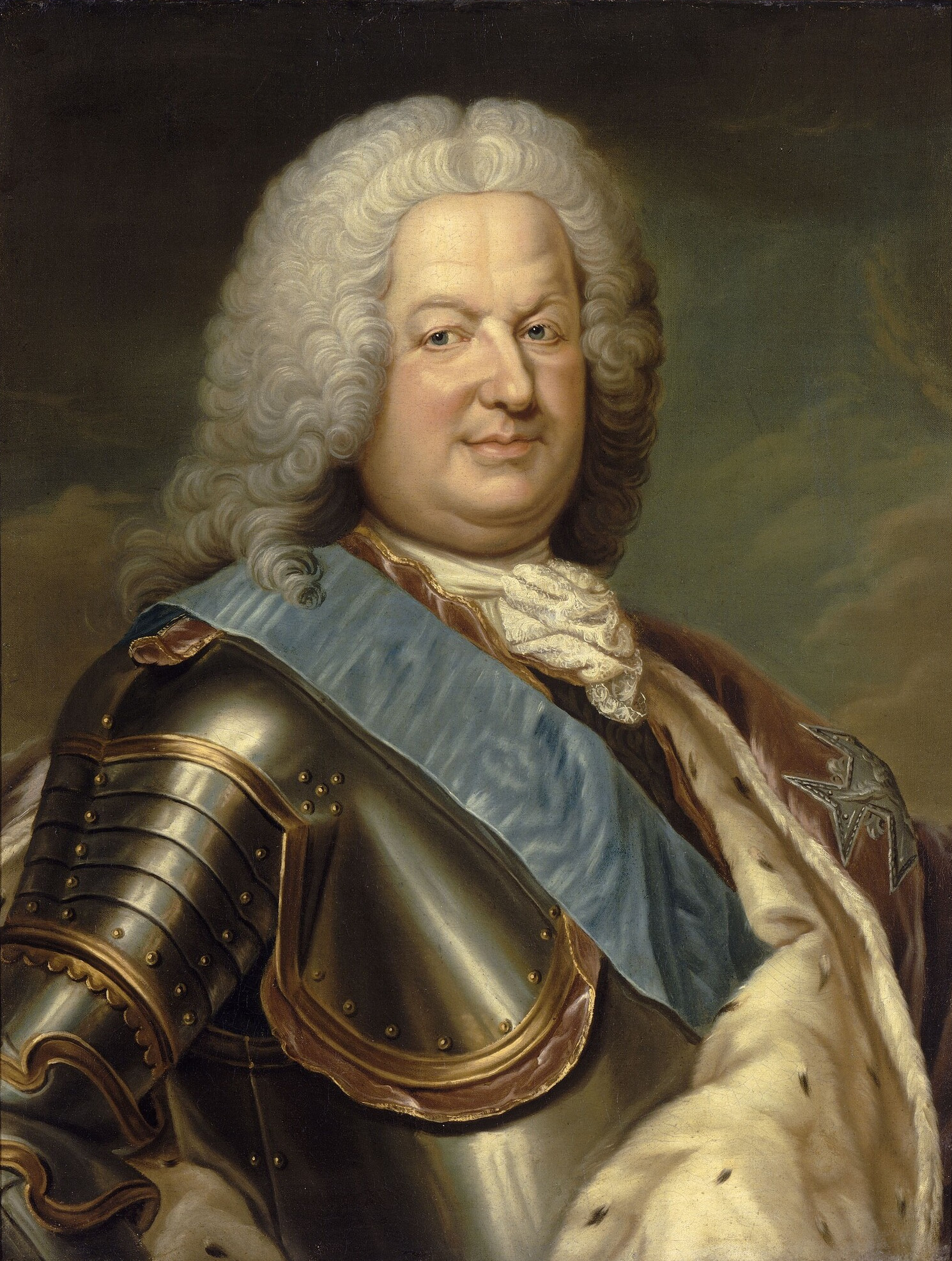
Stanislav I. Leszczyński
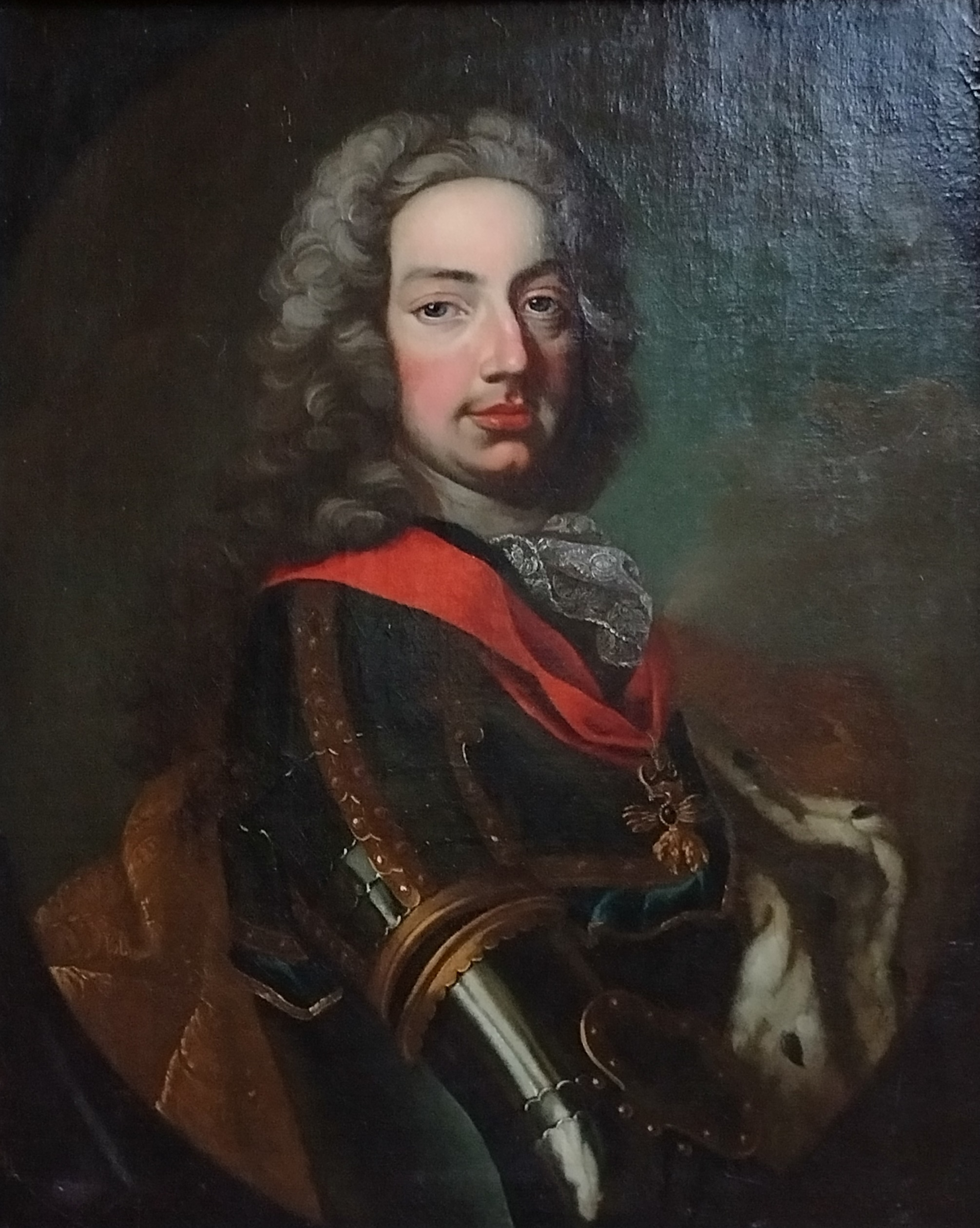
August II. Silný